# Табахана на Петю Ванков
Табаханата на Петю Ванков е работилница за обработване на кожи в Севлиево.
Тя е една от десетките табахани, разположени в северната част на града, край завоя на река Росица. Петю Ванков е последният ѝ собственик. Върху специално отредена за целта дъска, с врязани цифри и букви е изписано: „20 август 1873“ – датата на построяване. Част е от експозицията „Табашкият занаят в Севлиево“, разположен в приземния етаж.
Обработените кожи от дребен добитък към края на ХІХ век се продават във Виена, Лайпциг, Париж, Дубровник, Петербург, Цариград, Генуа. Преди Освобождението от обработката на кожи се изхранва почти една трета от населението на Севлиево.
През 70-те години на XX век се открива първата експозиция „Табашкият занаят“. По-късно е обновена и представя етапите в обработването на суровите кожи.